# تاترا فينكس
تاترا 158 فينكس (بالإنجليزية: Tatra 158 Phoenix) هي شاحنة ثقيلة متعددة الاستخدامات من إنتاج شركة تاترا التشيكية، بدأ تصنيعها منذ عام 2011. تم تطويرها بالتعاون مع شركة DAF Trucks الهولندية، وتُعد امتدادًا حديثًا لتقاليد تاترا في إنتاج الشاحنات المجهزة للطرق الوعرة والمهام الثقيلة.

## التصميم والمواصفات
تستخدم تاترا فينكس شاسيه تاترا التقليدي بأنبوب العمود الفقري المستقيم مع محاور مستقلة، مما يمنحها قدرات عالية على الطرق الوعرة. وتم تجهيزها بمحركات DAF PACCAR MX الحديثة، وتتوفر بخيارات متعددة من أنظمة الدفع مثل 4×4، 6×6، 8×8، و10×10، ما يجعلها قابلة للتخصيص حسب نوع الاستخدام.
تشمل المواصفات الأخرى:
- ناقل حركة يدوي ZF أو ناقل حركة أوتوماتيكي من أليسون.
- كابينة قيادة من تصميم DAF توفر راحة عالية للسائق.
- قدرات حمولة تصل حتى 36 طنًا حسب الطراز والتكوين.

## الاستخدامات
تُستخدم تاترا فينكس في عدة مجالات:
- قطاع البناء والنقل الثقيل
- الخدمات العسكرية والدفاع المدني
- الصناعات التعدينية
- خدمات الطوارئ ومكافحة الحرائق في التضاريس الوعرة

## التعاون مع DAF
جاء تطوير هذه الشاحنة نتيجة شراكة استراتيجية مع شركة DAF، التي وفرت تقنيات المحرك والكابينة، في حين احتفظت تاترا بنظام التعليق الخاص بها وتصميم الشاسيه المحوري. هذا الدمج منح الشاحنة قوة الأداء مع راحة القيادة الحديثة.